# Lebot
Le Lebot est une rivière française du Massif central qui coule dans les départements du Cantal et de l'Aveyron. C'est un affluent de la Truyère en rive droite, donc un sous-affluent de la Garonne.

## Géographie
De 22,7 km de longueur, le Lebot prend sa source dans le Cantal  (Aubrac) commune de La Trinitat dans la forêt du prieur passe dans l'Aveyron revient dans le Cantal pour rejoindre la Truyère dans le barrage de Sarrans.

## Départements et communes traversés
- Cantal : Lieutades, Sainte-Marie, La Trinitat
- Aveyron : Cantoin, Lacalm[2]

## Principaux affluents
- Ruisseau du Peyrou 4,6 km
- Ruisseau de Ruols 17,8 km